# Житомирські ласощі
Житомирська кондитерська фабрика «Житомирські ласощі» (до березня 2011 року — ЗАТ «Житомирські ласощі») — українська кондитерська компанія у Житомирі.

## Опис
Заснована 11 травня 1944 на місці старого млина, спершу на фабриці функціював тільки один пряниковий цех, в якому за зміну вироблялося 130 кг продукції, яка йшла на фронт. В 1945 році план на виготовлення склав вже 500 тонн продукції.
З 1999 року згідно Інвестиційного Контракту понад 87 % відсотків акцій підприємства поступово купує компанія «Cobisco Union, INC», одним із власників котрої був підприємець Юрій Лещінський. Внаслідок проведеної модернізації фабрика виходить на четверте місце у рейтингу виробників України. У 2006 році компанія «Cobisco Union, INC» продала свої акції компанії «Delta Capital SA» що станом на 2009 рік володіла 95,07 % акцій підприємства. В 2011 році замість ЗАТ «Житомирські ласощі» було зареєстровано правонаступника -товариство з додатковою відповідальністю «ЖЛ». При цьому «Delta Capital SA» та інші акціонери ЗАТ «Житомирські Ласощі» втратили свої акції та контроль над фабрикою.
У 7 виробничих цехах працює 28 ліній, де виробляють наступні групи кондитерських виробів: цукерки в коробках, шоколадні батончики, глазуровані і неглазуровані цукерки, шоколадні цукерки-снеки, шоколадно-вафельні цукерки, печиво, вафлі, фадж, зернові батончики, йогуртово-зернові десерти і продукція без цукру. Загальна виробнича потужність фабрики складає більше 80 тисяч тонн на рік.
Продукція випускається під 4 торговими марками: ЖЛ, Doma, Optimix, Stevix..
У 2012 отримала сертифікат Халяль на частину свого асортименту.
Житомирська кондитерська фабрика виробляє широкий асортимент пісної, дієтичної продукції, а також продукції для дітей.
Продукція компанії експортується в 26 країн світу, зокрема до Німеччини, Ізраїлю, Росії, Молдови, США, Естонії, Латвії, Азербайджану та інші.
Підприємство є одним з найбільших роботодавців області та надає благодійну допомогу Національній дитячій спеціалізованій лікарні «ОХМАТДИТ» МОЗ України, Житомирському обласному центру охорони здоров'я матері і дитини, дитячим будинкам та будинкам для престарілих, спортивним організаціям з різних областей України, а також бере участь у всеукраїнських благодійних проектах. Підприємство пройшло сертифікацію ISO 9001 та ISO 22000.

## Рейдерське захоплення у 2010

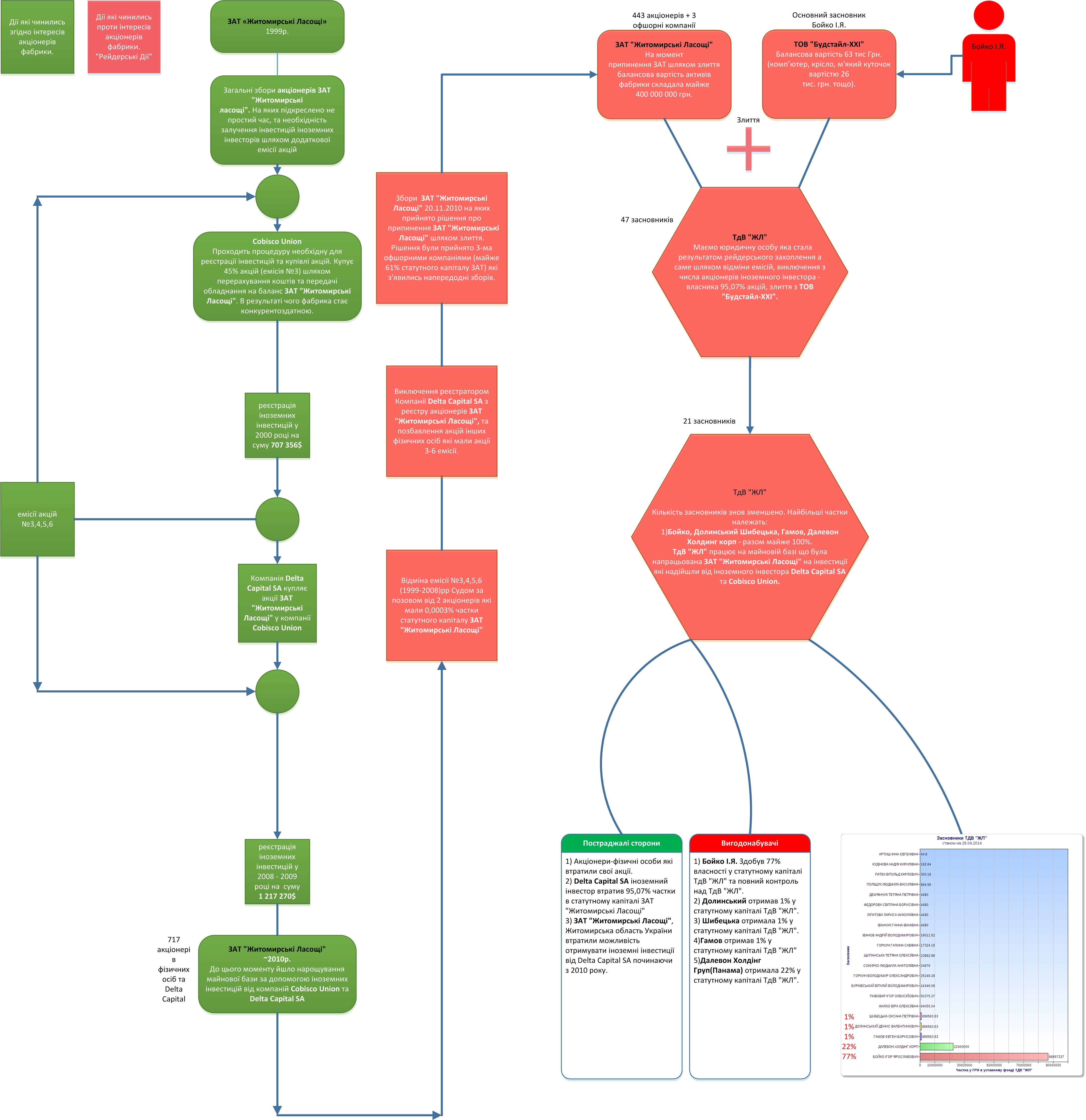
Схема рейдерського захоплення

За звинуваченням швейцарської компанії «Дельта капітал С.А» та спираючись на офіційну відповідь від Житомирської Обласної Державної Адміністрації, у 2010 році було здійснене рейдерське захоплення фабрики, у результаті якого, фабрику незаконно очолив Бойко Ігор Ярославович (громадянин Росії і США). Депутат «БЮТ» Сергій Пашинський та тодішній радник президента Андрій Портнов також можуть бути причетними до рейдерського захоплення..
Згідно з інтерв'ю із Сергієм Пашинським, головою комісії, яка займатиметься поверненням майна, що було захоплено рейдерським способом, «Житомирські Ласощі» є одним з перших підприємств над поверненням яких власникам будуть працювати.
За версією законних власників компанії, в 1999 році власником 45 % акцій компанії стала компанія Юрія Ліщинського «Кобіско Юніон, Інк.». Потім була проведена емісія акцій, в результаті чого пакет збільшився до 94 %, а частка колективу зменшилась майже до 0 %. Пізніше «Кобіско Юніон, Інк.» продала акції фабрики компанії «Дельта Кепітал С. А.», співвласником якої були Ігор Бойко та Юрій Ліщинський.
ТДВ «ЖЛ» оштрафовано за здійснення злиття без погодження АМКУ.
16 травня 2016 року на фабриці були сутички між прибічниками нових і старих власників компанії. Зібралося близько 400 колишніх працівників фабрики. Було розбито шибки. Одному учаснику бійки зламали руку. На місце інциденту було викликано поліцію. Пізніше прибув голова Державної поліції охорони Житомира Ігор Товкач, мер Житомира Сергій Сухомлин та голова Житомирської ОДА Сергій Машковський. У 2017 Ігор Бойко побитий співробітниками поліції.